# Тёмная река (Коты-Воители)
«Тёмная река» – детский фантастический роман. Вторая книга серии Сила трёх. Она была издана в декабре 2007 года, а в России вышла в октябре 2008 года.

## История публикации
«Темная река» была впервые опубликована в твердом переплете 26 декабря 2007 года в США издательством HarperCollins. Великобритания начала публикацию романа 1 марта 2008 года. Он был выпущен в Канаде 13 декабря 2007 года. Книга также выпущена в формате электронной книги.

## Сюжет
Львинолап, Остролапка и Воробушек приходят на Совет, Львинолап рад встрече с Вересколапкой из племени Ветра. Чернозвёзд докладывает, что Рыжинка родила троих котят, которых назвали Огоньком, Коготком и Светик. Перед уходом Вересколапка и Львинолап договариваются о встрече на границе.
Остролапка считает, что в Речном племени что-то случилось. Также она замечает, что Львинолап постоянно куда-то пропадает. Соседям придется искать новый дом. Она рассказывает об этом Огнезвёзду и предлагает помочь им, но тот отказывается. В лесу Воробушек находит странную палку с отметинами и прячет ее в корнях дерева  на будущее.
Вересколапка находит туннели и показывает их Львинолапу. Они начинают встречаться в подземной пещере и играть там в племя Мрака. Вскоре Огнезвёзд посвящает Милли в воительницы, но по её желанию оставляет ей её имя. Многих воителей такое решение не устраивает, но Огнезвёзд остается непреклонен. На испытании оруженосцев Мышонок забирается слишком высоко на дерево и не может спуститься. Пепелинка помогает ему, но падает и ломает заднюю лапу. Листвичку это событие поражает, она вспоминает Пепелицу. Воробушек проникает в сон Пепелинки, и та показывает ему старый лагерь Грозового племени. Он понимает, что это Пепелица. Листвичка запрещает ему говорить кошечке о её прошлом.
Речное племя временно перебирается жить на Остров Совета. Другие племена дают им время на решение проблем. Атмосфера накаляется, коты готовятся к войне, а Остролапка хочет помочь Речному племени, чтобы предотвратить её. Воробушек снова возвращается к своей палке и еле находит её, он чувствует, что она очень важна. К Львинолапу во время тренировки приходит Звездоцап и обучает его, помогая выполнить прием.
Остролапка прокрадывается во временный Речной лагерь и находит Ивушку. Та соглашается показать ученице, почему им пришлось покинуть свой дом. Выясняется, что островок, где жили Речные коты, заняли детеныши Двуногих. Но воины работают над расширением ручья, чтобы Двуногие не могли добраться до лагеря. На обратном пути Остролапку ловит Речной патруль и приводит во временный лагерь. Она остается в нём пленницей.
Воробушек засыпает рядом с палкой и во сне становится свидетелем испытания молодого кота, который отправляется в туннели, чтобы самостоятельно найти выход обратно. В лапах уродливого лысого кота, которого незнакомец встречает в подземной пещере, Воробушек видит свою палку и узнает значение отметин на ней. Молодой кот пытается найти выход из туннелей, но дождь заливает их, и кот тонет.
После стычки с племенем Ветра на границе Львинолап решает, что больше не должен встречаться с Вересколапкой, потому что однажды может встретиться с ней в бою. Белка тем временем забирает Остролапку из Речного племени и возвращает домой.
Огнезвёзд посылает Листвичку и Воробушка в племя Ветра выяснить обстановку. Во время разговора с Однозвёздом становится известно, что пропали трое котят Ветра. В их краже подозревают Речное племя. Львинолап, узнав об этом, понимает, что котята могли пропасть в туннелях. Он уговаривает брата и сестру отправиться с ним на их поиски. Под землей они встречают Ветерка и Вересколапку и принимаются искать пропавших впятером. Они находят малышей с помощью Листопада, молодого кота, чью смерть в туннелях видел Воробушек. Начинается ливень, и Воробушек понимает, что они тоже могут утонуть. Коты вынуждены спасаться через подземную реку. Они успешно выбираются наружу и вовремя возвращают котят племени Ветра, которое уже готово вступить в бой с Грозовым племенем. Война предотвращена.

## Отзывы
«Захватывающая приключенческая история, которая побуждает читателей двигаться вперед» — ALA Booklist.

## Персонажи
Главные персонажи:
- Львинолап – оруженосец Грозового племени, оруженосец Уголька.
- Остролапка – оруженосец Грозового племени, оруженосец Бурого.
- Воробушек – ученик целительницы Грозового племени, ученик Листвички.
- Вересколапка – оруженосец племени Ветра.

Второстепенные персонажи:
- Бурый – воитель Грозового племени
- Уголёк – воитель Грозового племени
- Листвичка – целительница Грозового племени
- Огнезвёзд – предводитель Грозового племени
- Ежевика – глашатай Грозового племени.